# Upplands runinskrifter 670
Upplands runinskrifter 670 är en vikingatida runsten av mörk gnejs i Rölunda, Häggeby socken och Håbo kommun. Runstenen är 1,35 meter hög och 0,8 meter bred. Runhöjden är 5-7 centimeter. Stenen var länge försvunnen men återfanns 1930 och restes två år senare vid foten av en av de gravhögar som finns vid Rölunda gård.

## Inskriften
Translitterering av runraden:
...--n : -...s... eftiʀ : aist : sun : sin : kus na-...
Normalisering till runsvenska:
... ... æftiʀ Æist, sun sinn kus ...
Översättning till nusvenska:
... efter Est, sin son ...